# Nickolas Zukowsky
Nickolas Zukowsky (* 3. června 1998) je kanadský profesionální silniční cyklista jezdící za UCI ProTeam Q36.5 Pro Cycling Team.

## Hlavní výsledky
2018
Tour of the Gila
3. místo celkově
 vítěz soutěže mladých jezdců
8. místo Winston-Salem Cycling Classic
2019
Grand Prix Cycliste de Saguenay
 celkový vítěz
 vítěz bodovací soutěže
 vítěz soutěže mladých jezdců
Tour de Beauce
3. místo celkově
 vítěz soutěže mladých jezdců
9. místo Chrono Kristin Armstrong
2021
4. místo Vuelta a Castilla y León
2022
2. místo Maryland Cycling Classic
4. místo Grand Prix Criquielion
2023
Národní šampionát
 vítěz silničního závodu
2. místo časovka
Vuelta a Castilla y León
10. místo celkově